# Metropolitan Board of Works

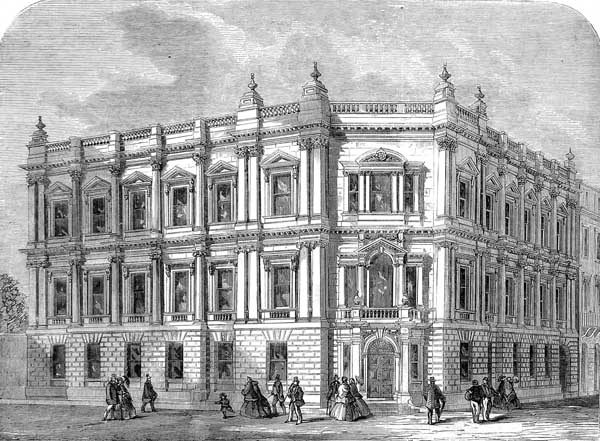
Sede del Metropolitan Board of Work a Spring Gardens, nei pressi di Trafalgar Square, progettata da Frederick Marrable nel 1858

Il Metropolitan Board of Works (MBW) è stato l'organismo principale del governo di Londra dal  1855 fino alla costituzione del London County Council nel 1889. Le sue attribuzioni principali erano legate allo sviluppo delle infrastrutture per adeguarle alla rapida crescita della città. I suoi membri venivano nominati e non eletti e, soprattutto verso la fine della sua esistenza, si macchiarono di corruzione e scandali di natura politica. A seguito delle proteste popolari venne decisa la trasformazione dell'organismo in assemblea elettiva.

## Territorio

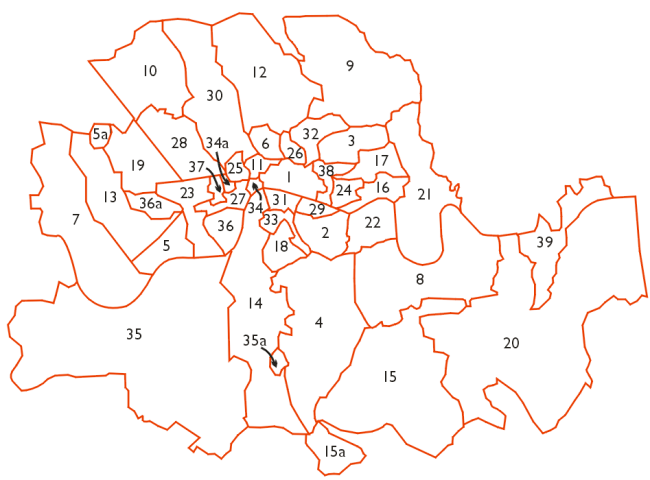
I 39 distretti metropolitani

1. Città di Londra
2. Bermondsey
3. Bethnal Green
4. Camberwell
5. Chelsea
6. Clerkenwell
7. Fulham District
8. Distretto di Greenwich
9. Hackney District
10. Hampstead
11. Holborn District
12. Islington
13. Kensington
14. Lambeth
15. Lewisham District
16. Limehouse District
17. Mile End Old Town
18. Newington
19. Paddington
20. Distretto di Plumstead
21. Poplar District
22. Rotherhithe
23. St George Hanover Square
24. St George in the East
25. St Giles District
26. St Luke
27. St Martin the Fields
28. St Marylebone
29. St Olave District
30. St Pancras
31. St Saviours District
32. Shoreditch
33. Southwark St George the Martyr
34. Strand District
35. Wandsworth District
36. Distretto di Westminster
37. Westminster St James
38. Whitechapel District
39. Woolwich

| Controllo di autorità | VIAF (EN) 168012942 · ISNI (EN) 0000 0001 2234 657X · LCCN (EN) n81104091 · J9U (EN, HE) 987007570748005171 |